# Ultramicroscoop
Een ultramicroscoop is een microscoop met een belichtingssysteem dat het mogelijk maakt extreem kleine deeltjes te bekijken. Wanneer de diameter van een deeltje kleiner is of in de buurt van de golflengte van zichtbaar licht (rond de 500 nanometer), dan kan het deeltje niet met een lichtmicroscoop, met de normale belichtingsmethode, gezien worden. Een ultramicroscopisch systeem is echter gebaseerd op lichtverstrooiing en niet lichtreflectie.
Een ultramicroscoop is een speciale vorm van de donkerveldmicroscoop.
Het voorvoegsel ultra in de naam ultramicroscoop refereert aan het vermogen om met deze microscoop objecten te zien die kleiner zijn dan de golflengte van zichtbaar licht, als analogie aan ultra in ultraviolet.
De ultramicroscoop is ontwikkeld in 1902 door Richard Adolf Zsigmondy en Henry Siedentopf, beide op dat moment werkzaam bij Carl Zeiss AG. 
De ultramicroscoop wordt onder andere gebruikt ter bestudering van de brownse beweging in colloïdalel mengsels.